# Azuma Moriya
Pour les articles homonymes, voir Azuma (homonymie).
Azuma Moriya (守屋東, Morira Azuma, 1884 – 1975) est une militante japonaise pour la tempérance. Elle est une figure de proue de la Loyal Temperance Legion (en) au Japon, organe de la Woman's Christian Temperance Union à destination des enfants.

## Jeunesse
Azuma Moriya est née en 1884.

## Carrière

### Tempérance
Moriya est la secrétaire et assistante itinérante de la militante pour la tempérance Yajima Kajiko, première présidente de la WCTU au Japon,. En 1908, Moriya est nommée présidente nationale japonaise du programme de la Loyal Temperance Legion (en) (Shonen Kinshu Gun), l'action de la WCTU auprès des enfants. Elle organise au moins 65 sections de l'organisation au Japon,. « Partout où elle va », commente un rapport de 1918, « des légions surgissent pour bénir le Japon — non seulement aujourd'hui mais dans les années à venir. » Elle organise une conférence sur la tempérance pour les étudiants en 1921 et, en 1924, lance une campagne pour fournir des ressources sur la tempérance, telles que des affiches et des brochures, aux écoles primaires,,. En 1927, elle assiste à la Convention mondiale de la WCTU à Édimbourg. En 1939, elle siège au conseil d'administration de la WCTU au Japon, travaillant avec la présidente Hayashi Utako et la vice-présidente Tsuneko Gauntlett.

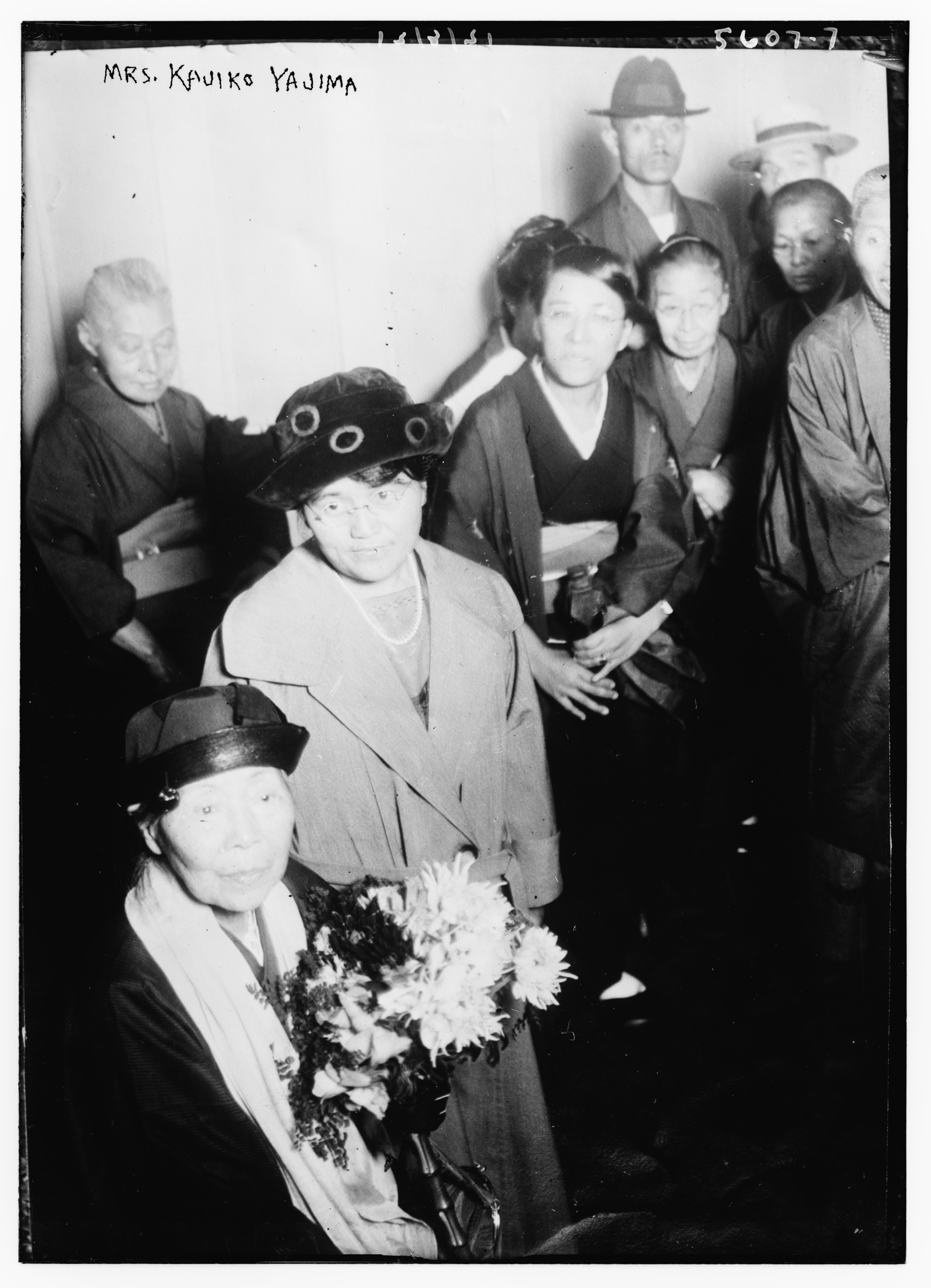
Une photographie d'actualité de Yajima Kajiko (en bas à gauche) et d'Azuma Moriya, debout à côté d'elle, à Washington en 1921, provenant de la Bibliothèque du Congrès.

### Autres causes
Moriya se rend à Washington, avec Yajima et Chiyo Kozaki en 1921, pour rencontrer le président Warren G. Harding et remettre une pétition sur le désarmement signée par plus de 10 000 femmes japonaises. En 1922, Moriya devient directrice du Jiaikan, un foyer chrétien pour les femmes fuyant la prostitution. Elle dirige également un camp d'été et un foyer pour enfants délinquants. En 1927, elle se rend à Singapour pour sauver des femmes du travail du sexe, déclarant : « Plus nous réclamons l'abolition de la prostitution autorisée et du trafic de prostituées à l'étranger, plus nous avons besoin d'un lieu pour aider et réhabiliter ces femmes. »,. Elle visite également Shanghai dans le cadre de ce projet.
En 1952, elle est à la tête de Chiisai Hoshi Kai, une organisation de femmes japonaises pour le bien-être des prisonniers et des libérés conditionnels. En 1955, Azuma Moriya est décrite comme la cheffe du mouvement de bien-être public des femmes lorsqu'elle assiste à une réception royale pour Helen Keller à Tokyo.

## Vie personnelle
Azuma Moriya prend la garde temporaire de deux filles de Pohnpei, organisant leur scolarité au Japon avant qu'elles ne retournent sur l'île en tant qu'enseignantes. Elle décède en 1975, à l'âge de 91 ans.